# Кладбище Фонтанелле

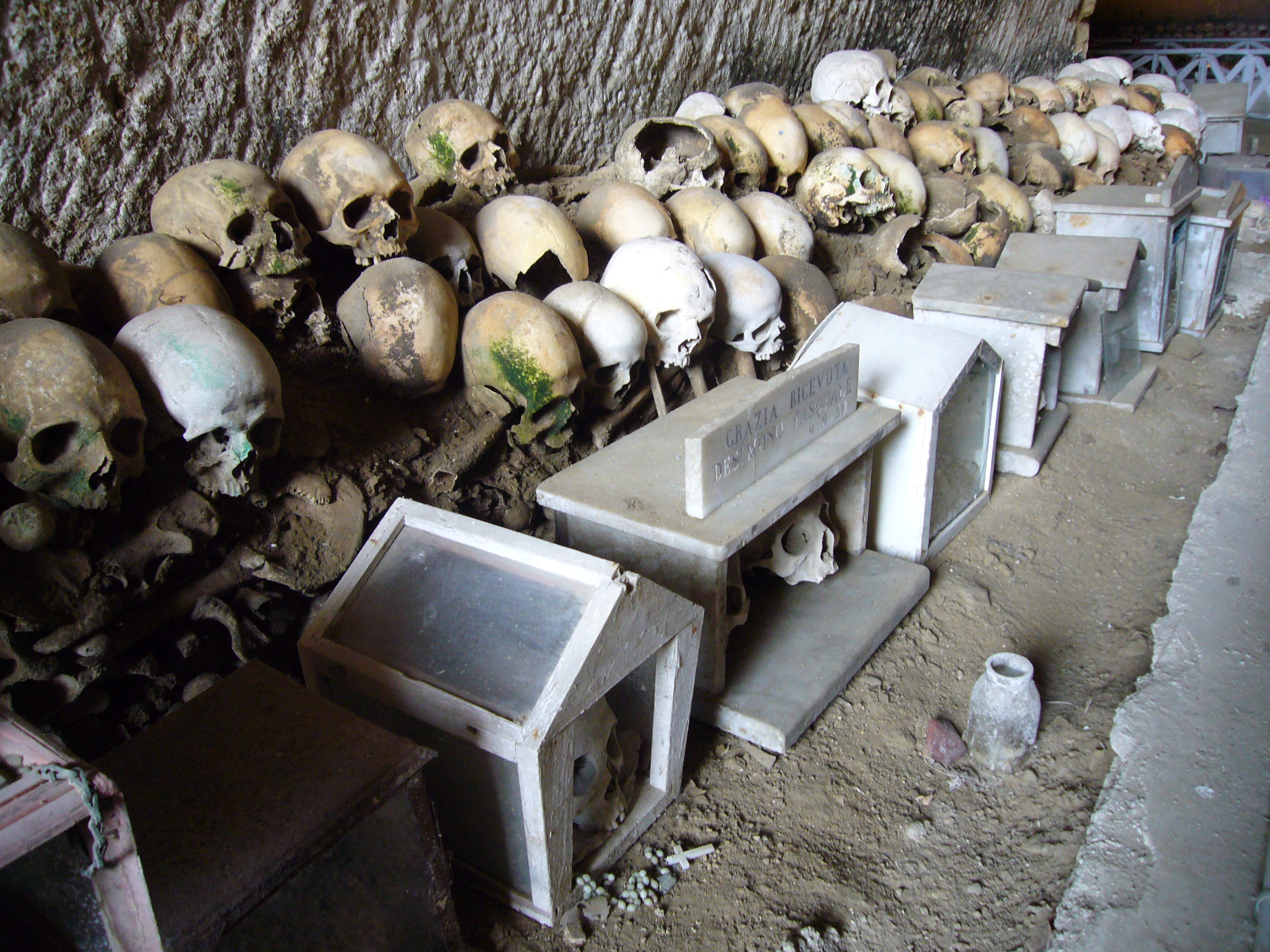
Черепа в кладбище Фонтанелле

Кладбище Фонтанелле — оссуарий, устроенный в естественных пещерах у подножия холма Матердей, возле Неаполя.

## История
Во время испанских завоеваний XVI века появилась необходимость в новых местах для захоронения усопших. Тогда было принято решение хоронить умерших за пределами города, таким образом, властями для погребения была выделена цепь природных пещер за восточной окраиной города. Но многие неаполитанцы хотели, чтобы их тела предавали земле в местных церквях. Тогда останки из городских кладбищ стали перемещать в выделенную пещеру за пределами города, которая впоследствии получила название кладбище Фонтанелле.
Основные захоронения в пещере произошли в 1656 году из-за начавшейся эпидемии чумы, когда в Неаполе каждый день умирало около полутора тысяч человек. После окончания чумы пещера была замурована, и на протяжении последующих столетий оссуарий открывали для того, чтобы свозить туда трупы во время очередной эпидемии. В конце XVII века произошло сильное наводнение, которое вымыло останки из пещеры. Тогда на кладбище стали свозить трупы нищих и бедняков, у которых не хватало средств на погребение.
Последний раз захоронения на кладбище Фонтанелле были проведены в 1837 году во время эпидемии холеры.

## Галерея

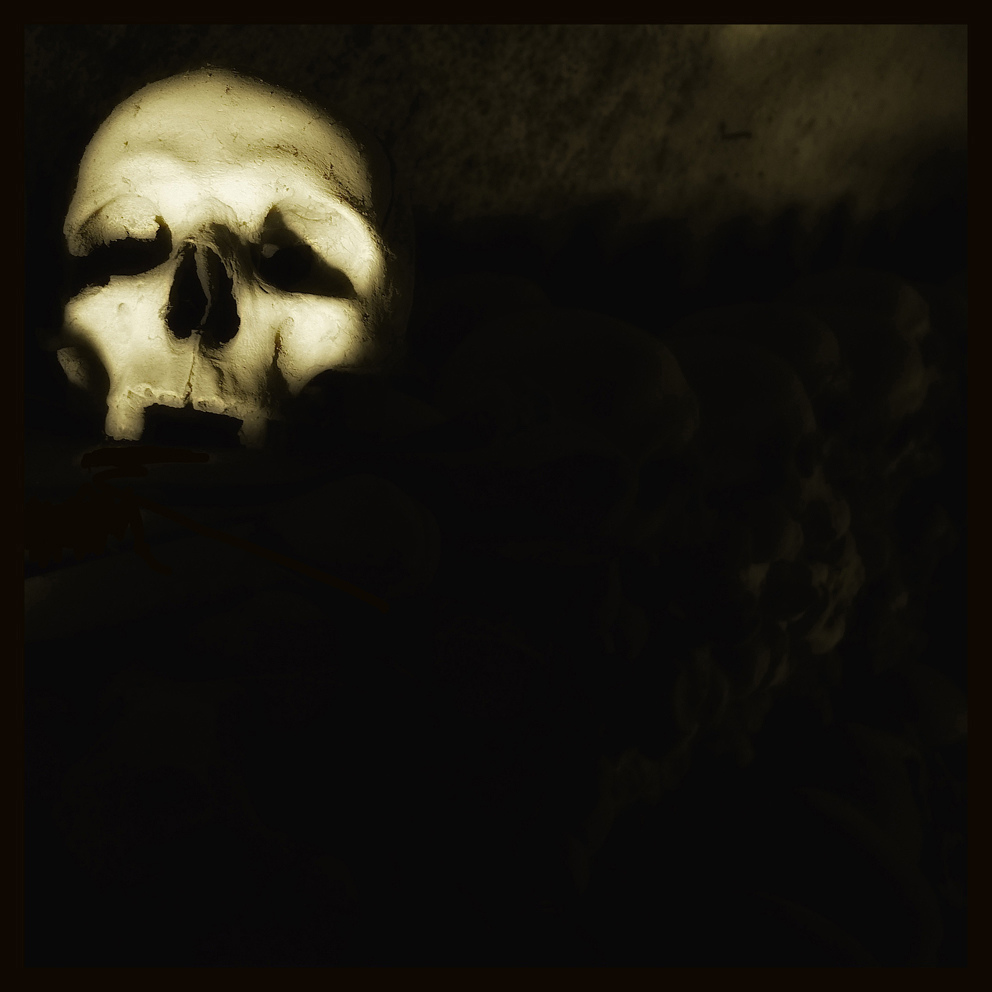
Кладбище Фонтанелле
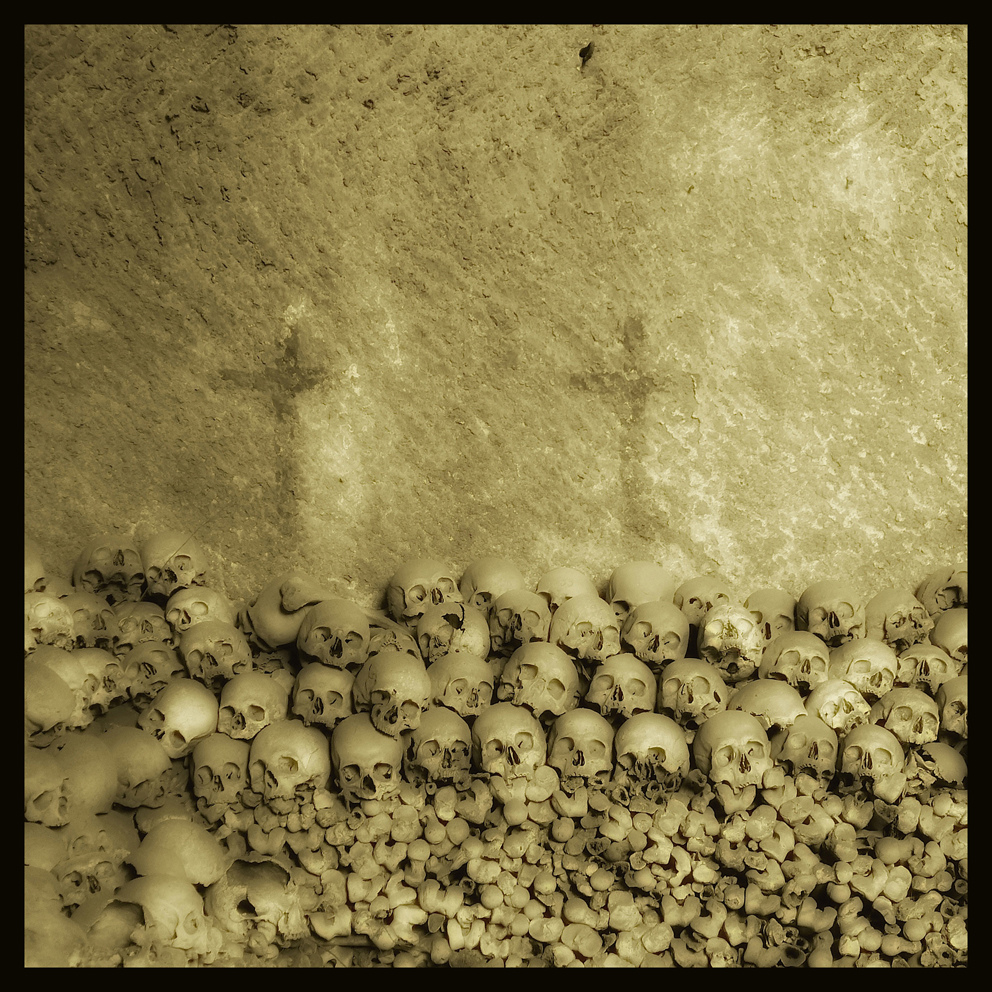
Де Лука, Аугусто фотограф
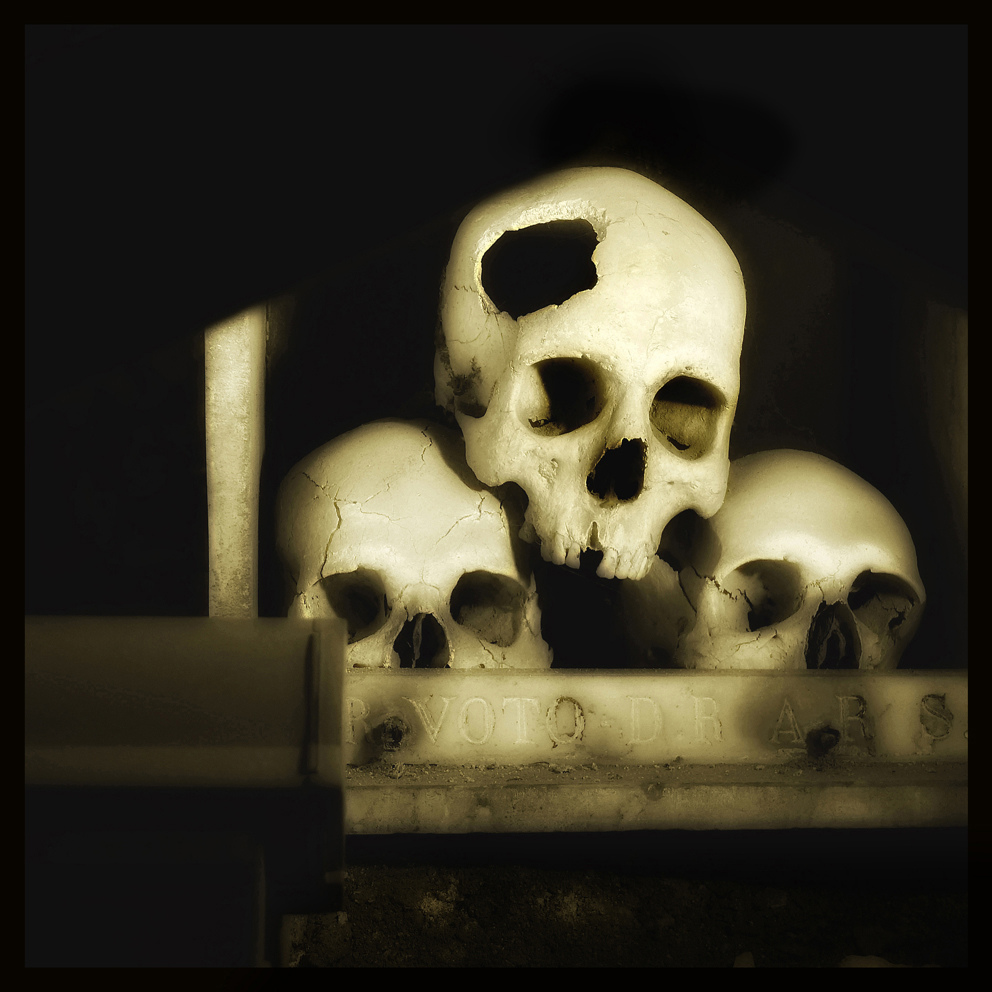
Кладбище Фонтанелле

## Почитание и культ
В 1872 году по инициативе местного священника Гаэтано Барбати жители стали приводить в порядок захоронения. Останки были каталогизированны и упорядочены, будучи помещены в импровизированные крипты и деревянные склепы. Тогда в Неаполе и возникла традиция ухода за безымянными черепами. Им давали имена, украшали цветами, молились за усопшего, просили у них советов. У входа в пещеру была построена небольшая церковь, посвященная святейшей Богоматери Кармелитов.
Культ почитания мощей просуществовал до середины XX века. В 1969 году неаполитанский кардинал Коррадо Урси, решил, что поклонение является проявлением фетишизма и приказал закрыть кладбище. В начале XXI века кладбище было открыто для посетителей в качестве исторического памятника.